# Strašice (district de Strakonice)
Pour les articles homonymes, voir Strašice.
Strašice (en allemand : Straschitz) est une commune du district de Strakonice, dans la région de Bohême-du-Sud, en République tchèque. Sa population s'élevait à 187 habitants en 2020.

## Géographie
Strašice se trouve à 15 km au sud-ouest de Strakonice, à 61 km à l'ouest-nord-ouest de České Budějovice et à 110 km au sud-sud-ouest de Prague.

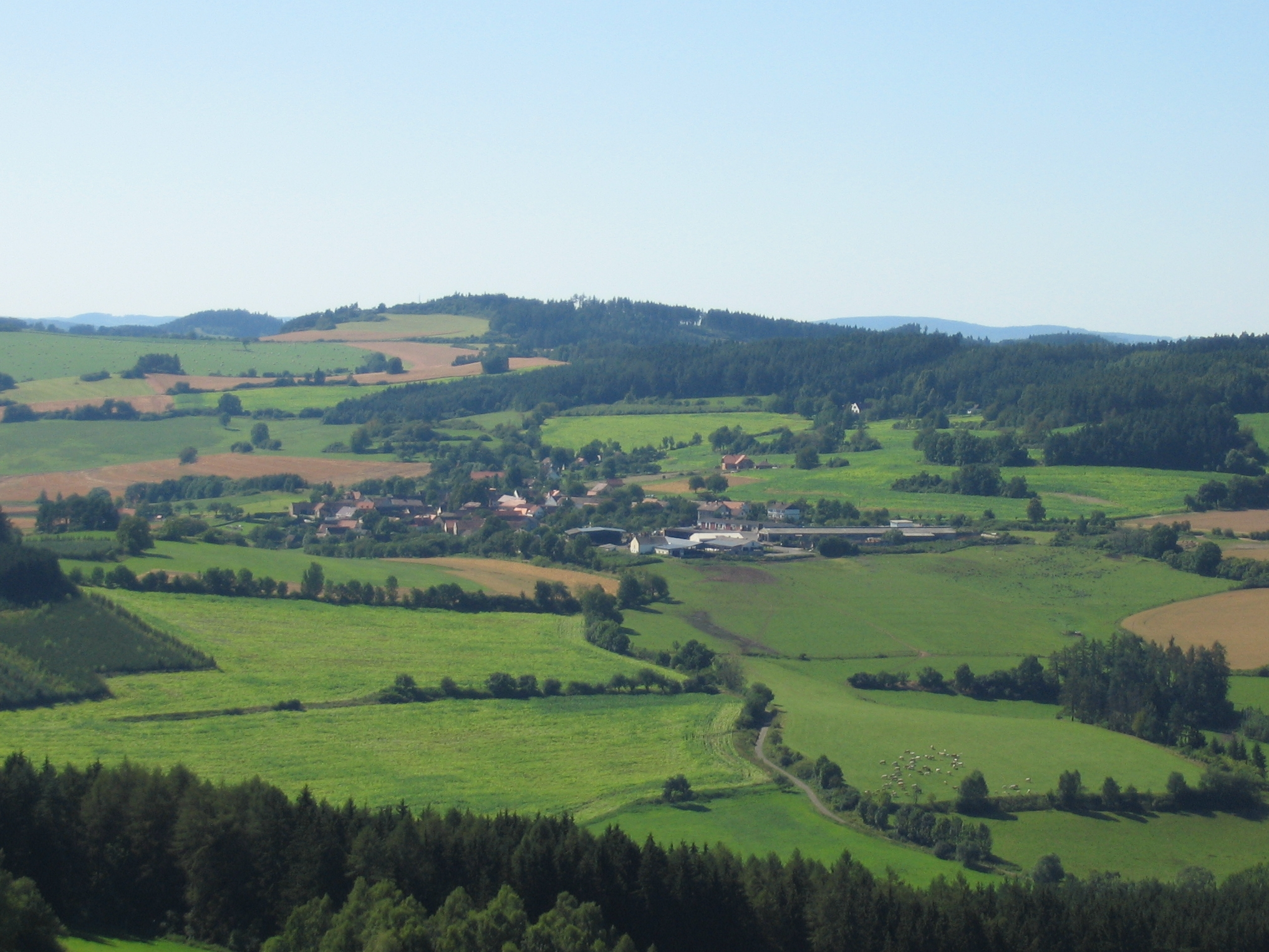
Vue de Strašice.
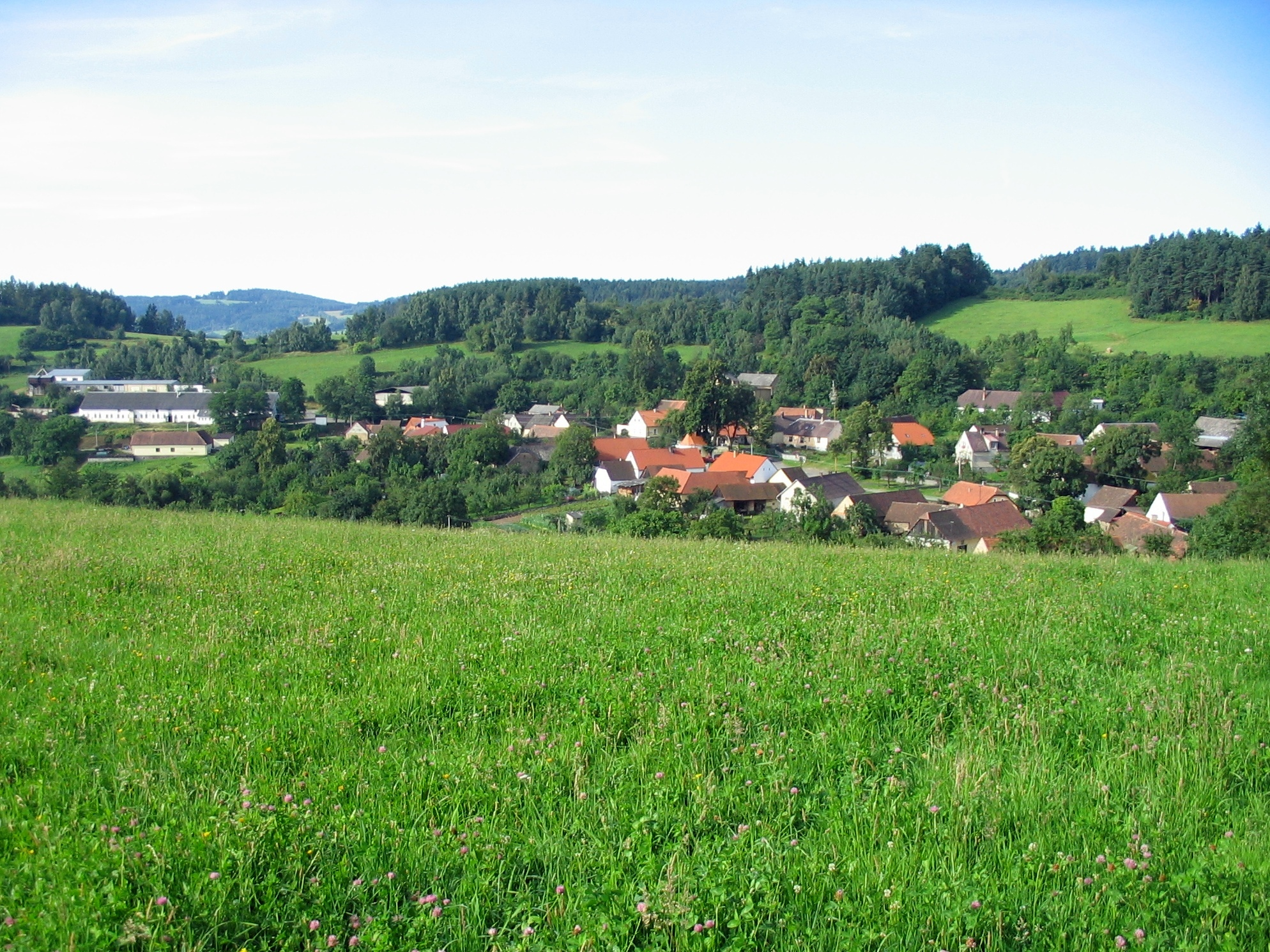
Vue de Škůdra.

La commune est limitée par Volenice au nord, par Zvotoky et Hoslovice à l'est, par Nová Ves au sud et par Soběšice, Volenice et Krejnice à l'ouest.

## Histoire
La première mention écrite du village date de 1365.

## Administration
La commune se compose de deux quartiers :
- Strašice
- Škůdra